# Конарская, Янина
Янина Конарская-Слонимская (пол. Janina Konarska-Słonimska), урождённая Янина Зейдеман (пол. Janina Seideman; 30 апреля 1900 года, Лодзь, царство Польское, Российская империя — 9 июня 1975 года, Варшава, Польская Народная Республика) — польская художница и скульптор, серебряный призёр конкурса искусств на летних олимпийских играх в Лос-Анджелесе в 1932 году.

## Биография
Янина Зейдеман происходила из состоятельной семьи еврейских фабрикантов. Она получила хорошее образование. Училась в женской школе Казимиры Кохановской в Варшаве. Затем обучалась на Национальных педагогических курсах, после в Школе изящных искусств на курсах живописи, графики и скульптуры. Она была любимой ученицей Владислава Скочиляса по классу графики.
В 1918 году взяла псевдоним Конарская, который был официально принят ею в качестве фамилии в 1924 году. В это же время члены семьи Зейдеман перешли из иудаизма в католицизм, взяв себе фамилию Конерские. В 1920 году во время Польско-советской войны художница работала медсестрой в госпитале Академической Лиги и заботилась о раненых солдатах.
В период Второй Речи Посполитой Янина Конарская провела несколько успешных выставок. Она стала лауреатом Международной художественной выставки на международных соревнованиях по графике. Её ксилографии, в основном образы святых и портреты животных, имели коммерческий успех. Она получила серебряную медаль во время Олимпиады искусств и литературы в Лос-Анджелесе в 1932 году за гравюру «Лыжники» (по другим данным гравюру «Стадион»).
В 20-х годах XX века Янина Конарская вошла в группу Скамандр. Красота (стройная голубоглазая блондинка), интеллект и талант снискали её множество поклонников среди поэтов и писателей. Кроме того она была единственной племянницей и наследницей огромного состояния текстильного магната из Лодзи. Известно о её бурных романах, в том числе с поэтом Казимежом Вежиньским.
В 1932 году Янина Конарская участвовала в конкурсе искусств летних Олимпийских игр 1932 года и получила серебряную медаль в номинации «печатная графика» с произведением «Стадион».
В марте 1934 года Янина Конарская вышла замуж за поэта и писателя Антони Слонимского. Брак оказался счастливым, хотя и был бездетным. После замужества она постепенно отошла от художественной деятельности, посвятив всё своё время семье. Янина Конарская-Слонимская умерла 9 июня 1975 года в Варшаве, в Польской Народной Республике.
Скончалась 9 июня 1975 года и была похоронена на Лесном кладбище в селе Ляски.